# روث قادري
روث قادري (بالإنجليزية: Ruth Kadiri)‏ (مواليد 24 مارس 1988) هي مُمثلة وكاتبة سيناريو ومُنتجة أفلام نيجيرية.

## طفولتها ومسارها الدراسي
وُلدت روث قادري يوم 24 مارس 1988 في مدينة بنين في ولاية إيدو في نيجيريا. درست الاتصال الجماهيري في جامعة لاغوس وإدارة الأعمال في كلية يابا التقنية.

## حياتها الشخصية
أبقت الممثلة علاقتها طي الكتمان حتى ديسمبر 2017، حينما أعلنت عن خطوبتها على صفحتها على مواقع التواصل الاجتماعي. في 26 أغسطس 2020، احتفلت بعيد ميلاد ابنتها الأول.

## مسارها الفني
أول ظهور لروث قاديري في أحد أفلام نوليوود كان مُشاركتها في فيلم «سرير الأولاد» (بالإنجليزية: Boys Cot)‏. ومُنذ ذلك الحين شاركت في أكثر من خمسين فيلمًا. كتبت وشاركت في كتابة سيناريوهات العديد من الأفلام، ومن بين هذه الأفلام نجد «أمور مستجدة» (بالإنجليزية: Matters Arising)‏ و«قلب مُقاتل» (بالإنجليزية: Heart of a Fighter)‏ وفيلم «رجل مولع بالنساء» (بالإنجليزية: Ladies Men)‏ وفيلم «إخلاص» (بالإنجليزية: Sincerity)‏ وفيلم «الدرجة الأولى» (بالإنجليزية: First Class)‏ وفيلم «على الحافة» (بالإنجليزية: Over the Edge)‏. أنتجت روث أيضًا أفلامًا مثل «أمور مستجدة» (بالإنجليزية: Matters Arising)‏  وفيلم «على الحافة» (بالإنجليزية: Over the Edge)‏وفيلم «أحدهم كذب» (بالإنجليزية: Somebody Lied)‏  وفيلم «خط الذاكرة» (بالإنجليزية: Memory Lane)‏.

## أفلامها
- بين ذراعيك (بالإنجليزية: In Your Arms)‏ (2017).
- العروس السوداء (بالإنجليزية: Black Bride)‏ (2017).
- نحن نغش أكثر (بالإنجليزية: We Cheats More)‏ (2017).
- بلاك مين روك (بالإنجليزية: Black Men Rock)‏ (2018).
- الحب جميل (بالإنجليزية: Love is Beautiful)‏ (2019).
- الزوجة الغبية (بالإنجليزية: The Dumb Wife)‏ (2020).
- قديم جدا للحب (بالإنجليزية: Too Old for Love)‏ (2020).
- دموع البذرة المرفوضة (بالإنجليزية: Tears of Rejected Seed)‏ (2020).

## الجوائز والترشيحات
| السنة | حفل الجوائز                              | الجائزة                             | النتيجة |
| ----- | ---------------------------------------- | ----------------------------------- | ------- |
| 2015  | Nigeria Entertainment Awards             | مُمثلة السنة                         | فوز     |
| 2015  | جوائز أكاديمية الأيقونات الذهبية للأفلام | أفضل أداء نسائي                     | رُشِّح     |
| 2015  | جوائز أكاديمية الأيقونات الذهبية للأفلام | أفضل ثنائي على الشاشة مع ماجد ميشيل | رُشِّح     |
| 2015  | جوائز أكاديمية الأيقونات الذهبية للأفلام | أفضل ممثلة                          | رُشِّح     |
| 2015  | جوائز نوليوود للأفضل                     | أفضل قُبلة في فيلم[بحاجة لمصدر]      | رُشِّح     |
| 2018  | City People Movie Award ‏                 | أفضل مُمثلة في السنة                 | فوز     |
| 2018  | City People Movie Award ‏                 | أيقونة نوليوود                      | رُشِّح     |
| 2019  | جوائز أفلام غانا                         | أفضل فيلم أفريقي                    | رُشِّح     |
| 2019  | جوائز أفلام غانا                         | أفضل مُمثلة في فيلم أفريقي           | رُشِّح     |

## روابط خارجية
روث قادري على موقع IMDb (الإنجليزية)
- روث قادري على موقع قاعدة بيانات الفيلم (الإنجليزية)